# Petrovac (gmina Trgovište)
Petrovac (cyr. Петровац) – wieś w Serbii, w okręgu pczyńskim, w gminie Trgovište. W 2011 roku liczyła 10 mieszkańców.